# Die Tänzerin von Tanagra
Die Tänzerin von Tanagra è un film muto del 1920 diretto da Heinz Paul.

## Trama
Uno scultore, ossessionato dalla sua amante che ha preso come modella per una statua, la pugnala mentre lei balla tra le braccia di un altro uomo.

## Produzione
Il film fu prodotto dalla Terra-Film GmbH (Berlin).

## Distribuzione
In Germania, il film - a Berlino venne vietato ai minori - fu presentato al pubblico al Millerntorkino di Amburgo nell'agosto 1920.